# NGC 45
NGC 45 è una galassia a spirale barrata irregolare a bassa luminosità superficiale (low surface brightness spiral galaxy) nella costellazione della Balena, distante circa 22 milioni di anni luce dalla Terra.
Scoperta dall'astronomo britannico John Herschel l'11 novembre 1835, fa parte dell'ammasso di galassie noto come gruppo dello Scultore, anche se rispetto a gran parte delle galassie di questo ammasso sembra essere più lontana, formando un piccolo gruppo di 3 galassie assieme alle più deboli NGC 24 e NGC 59, denominato appunto gruppo di NGC 45.
A differenza della Via Lattea non presenta bracci a spirale chiaramente definiti, inoltre anche il bulge presente al centro della caratteristica barra di questa tipologia di galassie appare molto piccolo e distorto.